# Нантс-Рівер (Монтсеррат)

Мапа Монтсеррату з річками острова

Нантс Рівер (англ. Nantes River) — невеличка річка на острові Монтсеррат (Британські заморські території). Витік розташований на висоті близько 500 метрів над рівнем моря з гірського пасма в центрі острова Центр Гілл (Centre Hills). Впадає до Карибського моря.

## Особливості
Гідрографія острова Монтсеррат значно змінилася, внаслідок кількох вивержень вулкану на горі Суфрієр-Гіллз у 1997 році. Однак північна територія острова не зазнала суттєвих змін, відтак річка Нантс та її річище незмінні, відколи притокові води з підземних джерел та дощів у верхів'ях річки — пробили собі нові шляхи, аби влитися до Карибського моря.
Протікає в західній частині острова, а саме територією парохії Сент-Пітер, через поселення: Вудландс (Woodlands), Салем Вест (Salem West) та Олвестон (Olveston).
Гірська річка, яка починається на горі й стрімко стікає до узбережжя. Течія річки бурхлива, яка вибиває в рельєфі численні перекати і водоспади та глибоку ущелину.